# Gran Premio de Australia de Motociclismo de 1991
El Gran Premio de Australia de Motociclismo de 1991 fue la segunda prueba de la temporada 1991 del Campeonato Mundial de Motociclismo. El Gran Premio se disputó el 7 de abril de 1991 en el Circuito de Eastern Creek. Esta sería la primera de las seis ediciones que el Gran Premio de Australia se disputaría Eastern Creek cuyo circuito tiene una extensión de 3,930 km.antes de trasladarse definitivamente a Phillip Island en 1997.

## Resultados 500cc
En 500cc, la victoria fue ganada por el estadounidense Wayne Rainey, quien a bordo de una Yamaha YZR 500 también hizo la vuelta más rápida y la pole position. Segundo fue el australiano Mick Doohan del equipo Rothmans Honda, mientras que otro estadounidense John Kocinski ocupó el tercer lugar del cajón. Las posiciones del campeonato después de las dos primera carreras son: Rainey primero con 35 puntos, Doohan, segundo con 34 puntos y Schwantz tercero con 31.

Solo hay 18 pilotos registrados para la carrera de 500, de los cuales solo dieciséis miembros son pilotos registrados. De hecho, el equipo Lucky Strike Suzuki inscribe en tarjeta de invitación al australiano Kevin Magee, mientras que se otorga una segunda tarjeta de invitación al piloto británico Steve Spray con su Roton a motor alterno del tipo Wankel, derivado del Norton 588.
| Pos.              | Piloto               | Equipo                 | Moto   | Tiempo     | Pts. |
| ----------------- | -------------------- | ---------------------- | ------ | ---------- | ---- |
| 1                 | Wayne Rainey         | Marlboro Team Roberts  | Yamaha | 49:14.411  | 20   |
| 2                 | Michael Doohan       | Rothmans Honda Team    | Honda  | +2.549     | 17   |
| 3                 | John Kocinski        | Marlboro Team Roberts  | Yamaha | +9.457     | 15   |
| 4                 | Wayne Gardner        | Rothmans Honda Team    | Honda  | +24.437    | 13   |
| 5                 | Kevin Schwantz       | Lucky Strike Suzuki    | Suzuki | +29.177    | 11   |
| 6                 | Eddie Lawson         | Cagiva Corse           | Cagiva | +31.155    | 10   |
| 7                 | Jean-Philippe Ruggia | Sonauto Yamaha Mobil 1 | Yamaha | +37.849    | 9    |
| 8                 | Alex Barros          | Cagiva Corse           | Cagiva | +59.646    | 8    |
| 9                 | Adrien Morillas      | Sonauto Yamaha Mobil 1 | Yamaha | +59.702    | 7    |
| 10                | Didier de Radiguès   | Lucky Strike Suzuki    | Suzuki | +1:01.652  | 6    |
| 11                | Kevin Magee          | Team Roberts           | Suzuki | +1:20.599  | 5    |
| 12                | Doug Chandler        | Roberts B Team         | Yamaha | +1:28.598  | 4    |
| 13                | Eddie Laycock        | Millar Racing          | Yamaha | +1 Vuelta  | 3    |
| 14                | Cees Doorakkers      | HEK-Baumachines        | Honda  | +2 Vueltas | 2    |
| 15                | Steve Spray          | Team Roton             | Roton  | +3 Vueltas | 1    |
| 16                | Niggi Schmassman     | Schmassman Technotron  | Honda  | +4 Vueltas |      |
| Ret               | Juan Garriga         | Ducados Yamaha         | Yamaha | Ret        |      |
| Ret               | Sito Pons            | Campsa Honda Team      | Honda  | Ret        |      |
| [ 2 ] [ 3 ] [ 4 ] |                      |                        |        |            |      |

## Resultados 250cc
La carrera de 250cc es ganada por el piloto italiano Luca Cadalora, que también obtuvo la pole position y la vuelta rápida. Para Cadalora es la segunda victoria de la temporada en dos carreras, conseguida gracias a un adelantamiento en la última vuelta a Helmut Bradl. El piloto alemán acabó segundo a solo unas décimas del ganador. En tercer lugar, con once segundos de diferencias respecto a los dos primeros, llegó el español Carlos Cardús, por lo que se cerró un podio compuesto completamente por pilotso de la Honda NSR 250.
| Pos.  | Piloto              | Moto    | Tiempo     | Pts. |
| ----- | ------------------- | ------- | ---------- | ---- |
| 1     | Luca Cadalora       | Honda   | 44:19.673  | 20   |
| 2     | Helmut Bradl        | Honda   | +0.269     | 17   |
| 3     | Carlos Cardús       | Honda   | +11.833    | 15   |
| 4     | Wilco Zeelenberg    | Honda   | +15.394    | 13   |
| 5     | Loris Reggiani      | Aprilia | +26.882    | 11   |
| 6     | Pierfrancesco Chili | Aprilia | +56.839    | 10   |
| 7     | Andreas Preining    | Aprilia | +1:06.408  | 9    |
| 8     | Jochen Schmid       | Honda   | +1:14.223  | 8    |
| 9     | Paolo Casoli        | Yamaha  | +1:17.967  | 7    |
| 10    | Carlos Lavado       | Yamaha  | +1:18.302  | 6    |
| 11    | Jean-Pierre Jeandat | Honda   | +1:30.197  | 5    |
| 12    | Bernard Hänggeli    | Aprilia | +1:35.860  | 4    |
| 13    | Frédéric Protat     | Aprilia | +1 Vuelta  | 3    |
| 14    | Urs Jücker          | Yamaha  | +1 Vuelta  | 2    |
| 15    | Kevin Mitchell      | Yamaha  | +1 Vuelta  | 1    |
| 16    | Stephen Whitehouse  | Yamaha  | +1 Vuelta  |      |
| 17    | Jaime Mariano       | Aprilia | +1 Vuelta  |      |
| 18    | David Horton        | Yamaha  | +1 Vuelta  |      |
| 19    | Gavin Johnston      | Yamaha  | +1 Vuelta  |      |
| 20    | Warren Palesy       | Yamaha  | +1 Vuelta  |      |
| 21    | Michael Haisman     | Yamaha  | +1 Vuelta  |      |
| 22    | Scott Buckley       | Yamaha  | +2 Vueltas |      |
| Ret   | Stefan Prein        | Honda   | Ret        |      |
| Ret   | Masahiro Shimizu    | Honda   | Ret        |      |
| Ret   | Jim Filice          | Yamaha  | Ret        |      |
| Ret   | Darren Milner       | Yamaha  | Ret        |      |
| Ret   | Martin Wimmer       | Suzuki  | Ret        |      |
| Ret   | Alberto Puig        | Yamaha  | Ret        |      |
| Ret   | Trevor Manley       | Yamaha  | Ret        |      |
| Ret   | Àlex Crivillé       | Honda   | Ret        |      |
| Ret   | Leon van der Heyden | Honda   | Ret        |      |
| Ret   | Doriano Romboni     | Honda   | Ret        |      |
| Ret   | Harald Eckl         | Aprilia | Ret        |      |
| Ret   | Ricky Rice          | Yamaha  | Ret        |      |
| Ret   | Peter Linden        | Honda   | Ret        |      |
| Ret   | Corrado Catalano    | Honda   | Ret        |      |
| Ret   | Ian Newton          | Yamaha  | Ret        |      |
| [ 4 ] |                     |         |            |      |

## Resultados 125cc
En 125cc, Loris Capirossi logra su primera victoria de la temporada, con Fausto Gresini, su compañero de equipo en el equipo AGV-Pileri Corse, en segundo lugar, y el japonés Noboru Ueda en tercera posición. Como sucedió en las dos categorías de mayor cilindrada, el ganador de la carrera también era el propietario de la pole y de la vuelta rápida de la carrera. Al final de esta carrera, la clasificación mundial va con Capirossi y Ueda compartiendo el liderato con 35 puntos, seguido por Gresini con 34.
| Pos.  | Piloto               | Moto      | Tiempo     | Pts. |
| ----- | -------------------- | --------- | ---------- | ---- |
| 1     | Loris Capirossi      | Honda     | 40:15.516  | 20   |
| 2     | Fausto Gresini       | Honda     | +5.764     | 17   |
| 3     | Noboru Ueda          | Honda     | +13.068    | 15   |
| 4     | Ezio Gianola         | Derbi     | +16.617    | 13   |
| 5     | Ralf Waldmann        | Honda     | +22.713    | 11   |
| 6     | Koji Takada          | Honda     | +34.286    | 10   |
| 7     | Heinz Lüthi          | Honda     | +34.725    | 9    |
| 8     | Alessandro Gramigni  | Aprilia   | +34.780    | 8    |
| 9     | Hans Spaan           | Honda     | +42.294    | 7    |
| 10    | Jorge Martínez Aspar | JJ Cobas  | +47.291    | 6    |
| 11    | Dirk Raudies         | Honda     | +47.581    | 5    |
| 12    | Maurizio Vitali      | Gazzaniga | +47.659    | 4    |
| 13    | Steve Patrickson     | Honda     | +47.939    | 3    |
| 14    | Peter Galvin         | Honda     | +48.364    | 2    |
| 15    | Hisashi Unemoto      | Honda     | +57.904    | 1    |
| 16    | Kazuto Sakata        | Honda     | +58.009    |      |
| 17    | Julián Miralles      | JJ Cobas  | +59.981    |      |
| 18    | Herri Torrontegui    | JJ Cobas  | +1:01.287  |      |
| 19    | Emilio Cuppini       | Gazzaniga | +1:08.358  |      |
| 20    | Johnny Wickström     | Honda     | +1:15.742  |      |
| 21    | Robin Appleyard      | Honda     | +1:15.941  |      |
| 22    | Gimmi Bosio          | Honda     | +1:18.526  |      |
| 23    | Alfred Waibel        | Honda     | +1:26.064  |      |
| 24    | Kinya Wada           | Honda     | +1:26.303  |      |
| 25    | Thierry Feuz         | Honda     | +1:26.644  |      |
| 26    | Alan Patterson       | Honda     | +1 Vuelta  |      |
| 27    | Hubert Abold         | Honda     | +1 Vuelta  |      |
| 28    | Linda Walsh          | Honda     | +1 Vuelta  |      |
| 29    | René Dünki           | Honda     | +1 Vuelta  |      |
| 30    | Kenneth Fisher       | Honda     | +1 Vuelta  |      |
| 31    | Tony Daly            | Honda     | +1 Vuelta  |      |
| 32    | Tony Sims            | Honda     | +1 Vuelta  |      |
| 33    | Peter Scott          | Honda     | +2 Vueltas |      |
| Ret   | Gabriele Debbia      | Aprilia   | Ret        |      |
| Ret   | Manuel Herreros      | JJ Cobas  | Ret        |      |
| Ret   | Javier Debón         | JJ Cobas  | Ret        |      |
| Ret   | Bruno Casanova       | Honda     | Ret        |      |
| Ret   | Oliver Petrucciani   | Aprilia   | Ret        |      |
| Ret   | Adolf Stadler        | JJ Cobas  | Ret        |      |
| [ 4 ] |                      |           |            |      |